# Piège (sport)
Pour les articles homonymes, voir Piège.
Un piège dans les sports d'opposition est un moyen technique mis en place afin d'utiliser la réaction adverse à son avantage (souvent par le biais d’une fausse information). Il s’agit plus précisément d’une invitation à attaquer (on parle d'« invite » ou d'« attaque commandée »). Il a pour but de tromper l’adversaire favorisant ainsi une action contre-offensive (ex. : coup d’arrêt, coup de contre ou riposte). 

## Illustration enboxe
On parle de "piège d’attitude" ou de "piège de cible" dont les configurations sont les suivantes : 
- Proposition d’une ouverture dans la ligne d’attaque (découverte d’une « cible corporelle »),
- Comportement incitateur (erreur technique, faiblesse passagère, fatigue, etc).

1.  ⇒  2. 
1. (B) invite une attaque sur une cible découverte par une garde basse (appât)...  

2. ... et riposte en bolo-punch du bras avant.